# Mézières-lez-Cléry

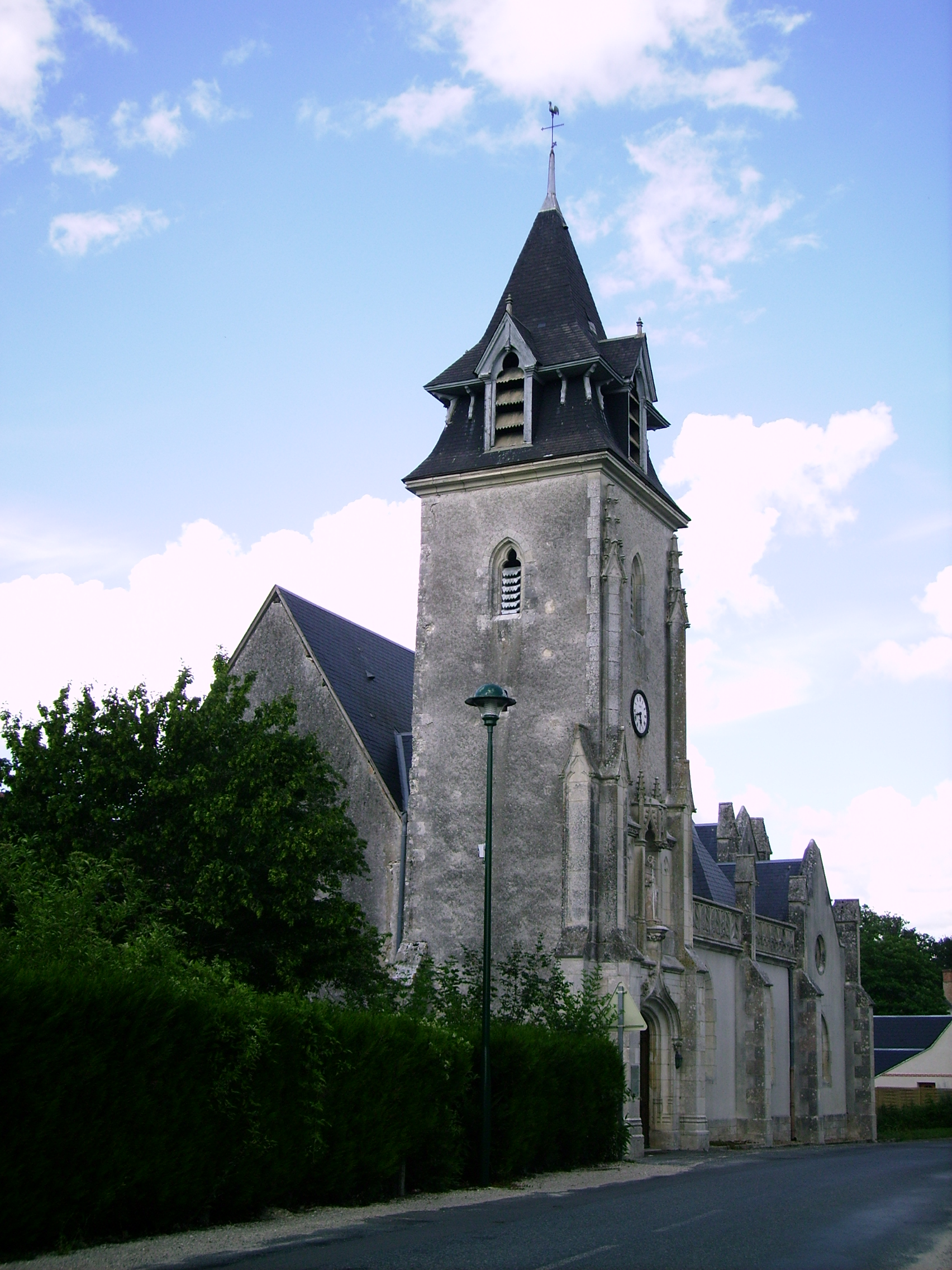
Kerk

Mézières-lez-Cléry is een gemeente in het Franse departement Loiret (regio Centre-Val de Loire) en telt 635 inwoners (2004). De plaats maakt deel uit van het arrondissement Orléans.

## Geografie
De oppervlakte van Mézières-lez-Cléry bedraagt 26,5 km², de bevolkingsdichtheid is 24,0 inwoners per km².
De onderstaande kaart toont de ligging van Mézières-lez-Cléry met de belangrijkste infrastructuur en aangrenzende gemeenten.

## Demografie
Onderstaande figuur toont het verloop van het inwonertal (bron: INSEE-tellingen).

1. ↑  Populations de référence 2022.